# Helius (Helius) venustus
Helius (Helius) venustus is een tweevleugelige uit de familie steltmuggen (Limoniidae). De soort komt voor in het Australaziatisch gebied.